# Archikatedra Najświętszej Maryi Panny w Hobart
Archikatedra Najświętszej Maryi Panny w Hobart (ang. Saint Mary's Cathedral, Hobart) – rzymskokatolicka Archikatedra Najświętszej Maryi Panny w Hobart została zbudowana w 1866. Początkowe prace budowlane zostały wykonane bardzo kiepsko i poważne remonty były wymagane przez lata.